# San Isidro 10-4
San Isidro 10-4 es un caserío peruano ubicado en el distrito de Tambogrande, perteneciente a la provincia y departamento de Piura, al norte del Perú. 

## Ubicación
San Isidro 10-4 se ubica al norte de la provincia de Piura, en el distrito de Tambogrande, en el departamento de Piura.

## Demografía
En 2017 San Isidro 10-4 tenía una población de 402 habitantes.
| Gráfica de evolución demográfica de San Isidro 10-4 entre 1993 y 2017 |
|                                                                       |
| Fuentes: Población 1993 y 2017                                        |